# Kostel svatého Michaela archanděla (Tušimice)
Římskokatolický kostel svatého Michaela archanděla stával na návsi v Tušimicích v okrese Chomutov.

## Historie

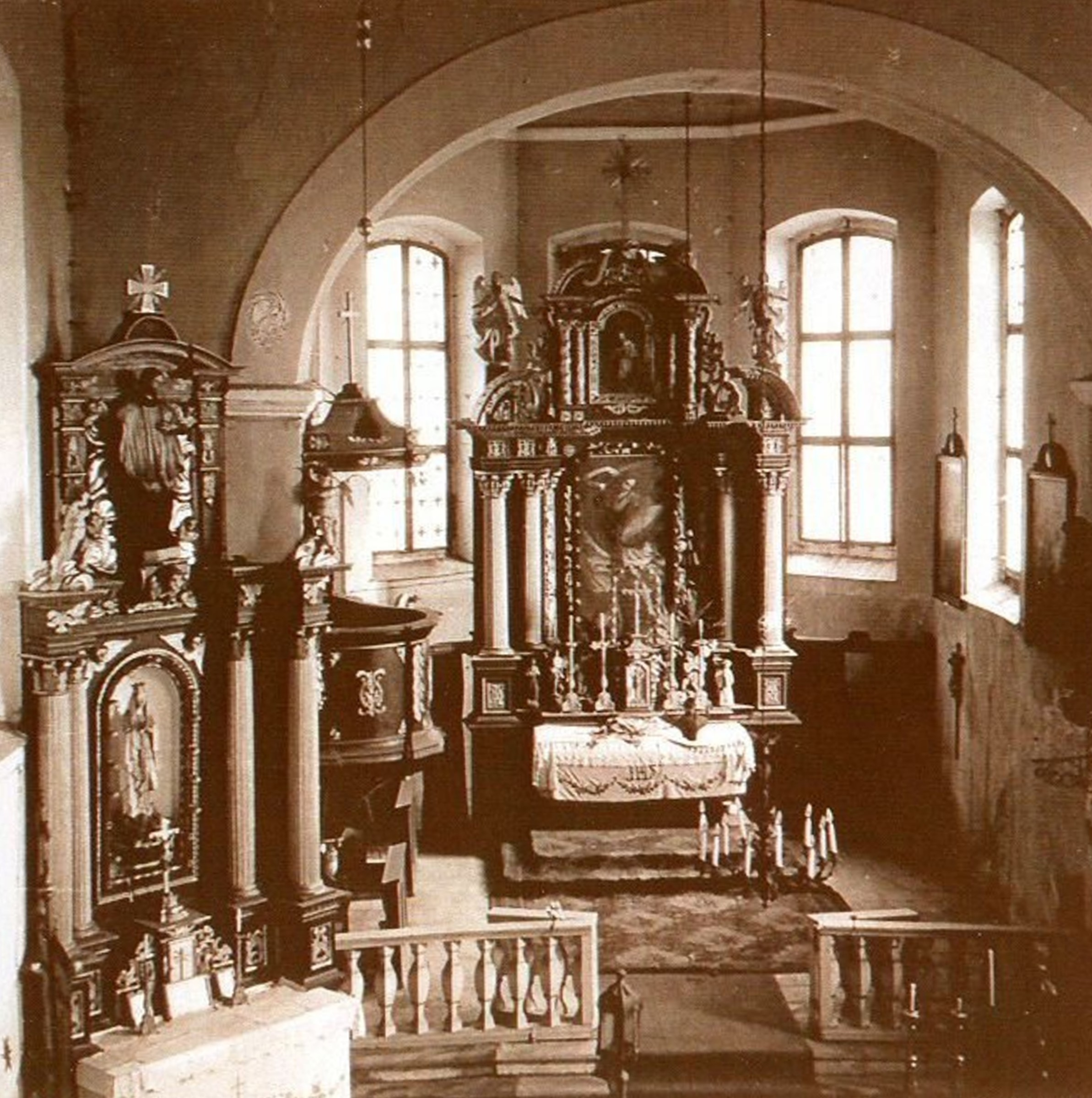
Interiér kostela na historické fotografii

Empírový kostel byl postaven v roce 1823, kdy nahradil původně gotický kostel připomínaný roku 1368. Patronátní právo k němu míval cisterciácký řád a v letech 1685–1773 chomutovští jezuité. Přestože v šedesátých letech dvacátého století sloužil jako sýpka, byl až do svého zániku farním kostelem farnosti Tušimice. 
Kostel zanikl spolu s vesnicí kvůli rozšiřování hnědouhelného lomu Nástup. Památková ochrana kostela byla zrušena v roce 1970 a o dva roky později byl kostel zbořen.

## Stavební podoba

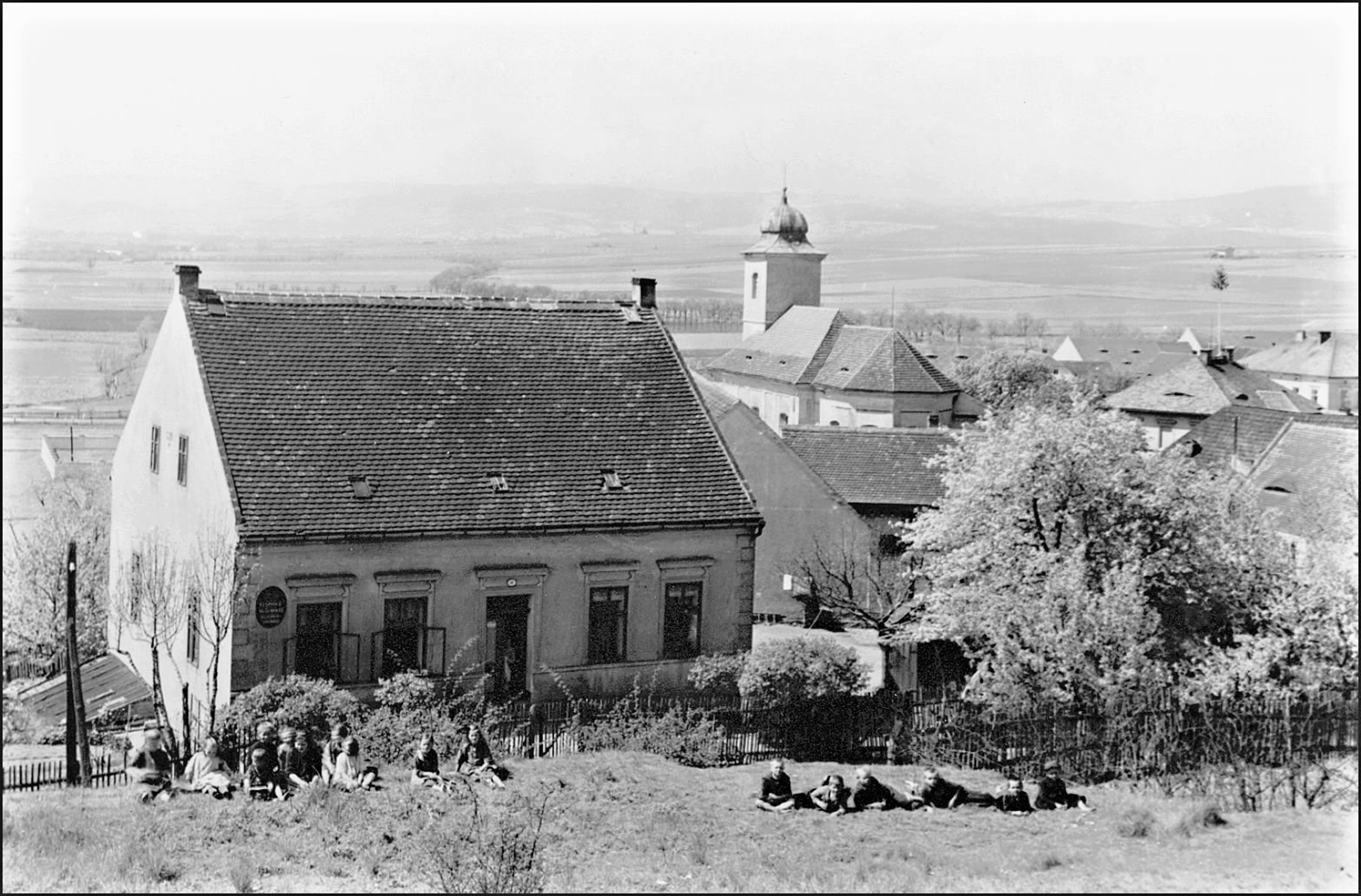
Pohled na vesnici s kostelem

Kostel měl obdélný půdorys a polygonálně uzavřený presbytář. Nad západním průčelím zdůrazněným omítkovým bosováním stála hranolová věž.

## Zařízení
Na raně barokním oltáři byl umístěn obraz z roku 1840 od litoměřického malíře Johanna Grusse. Raně barokní byly také dva boční oltáře a křtitelnice, která pocházela z chomutovské jezuitské koleje. 
Skříň varhan vyrobil v roce 1837 J. Groebl z Kadaně. Pozdně gotická socha Truchlící Panny Marie (pravděpodobně od Ulricha Creutze) byla převezena do chomutovského muzea.